# Idel Ianchelevici

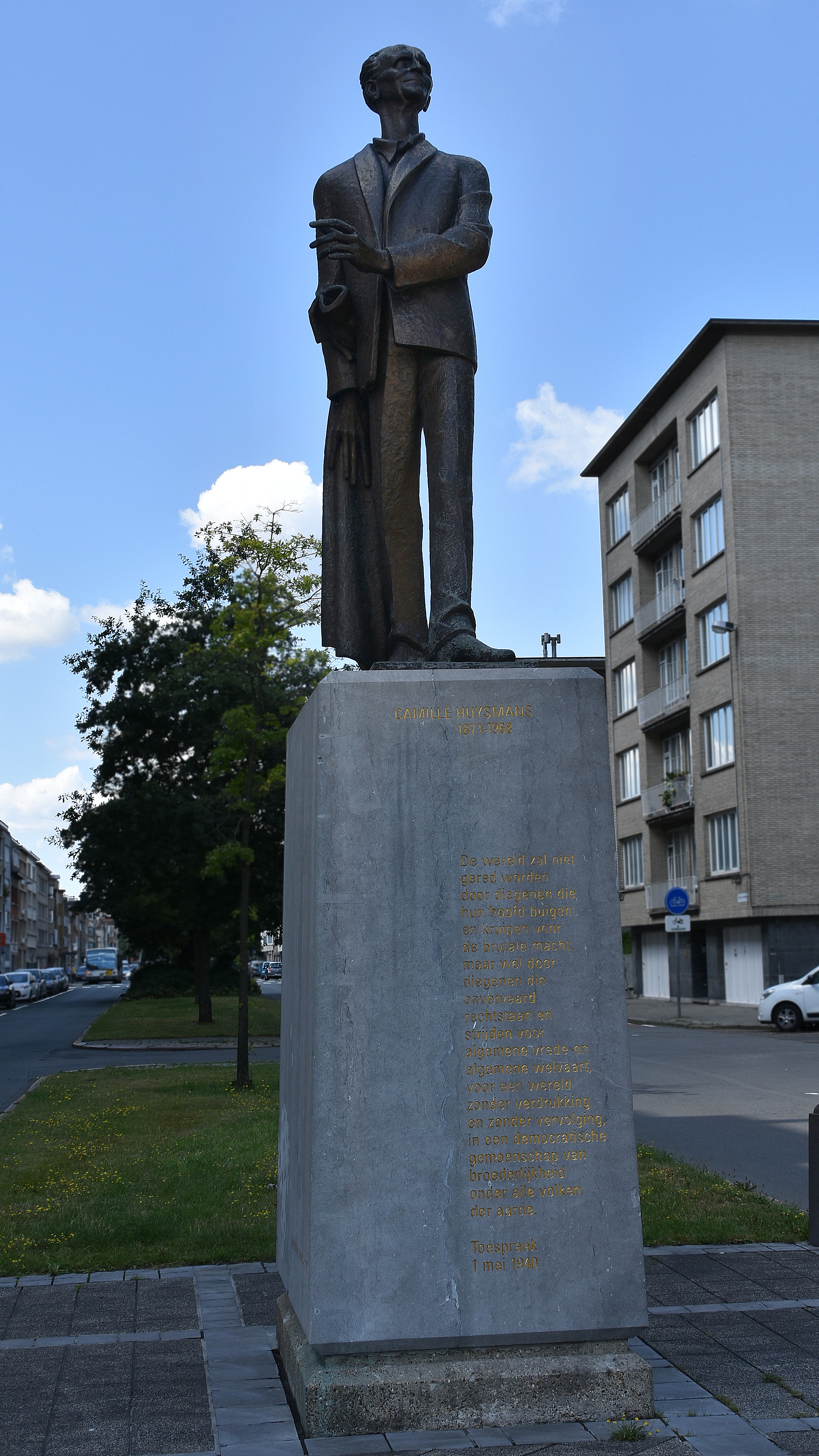
Het standbeeld van Camille Huysmans in de Camille Huysmanslaan te Antwerpen

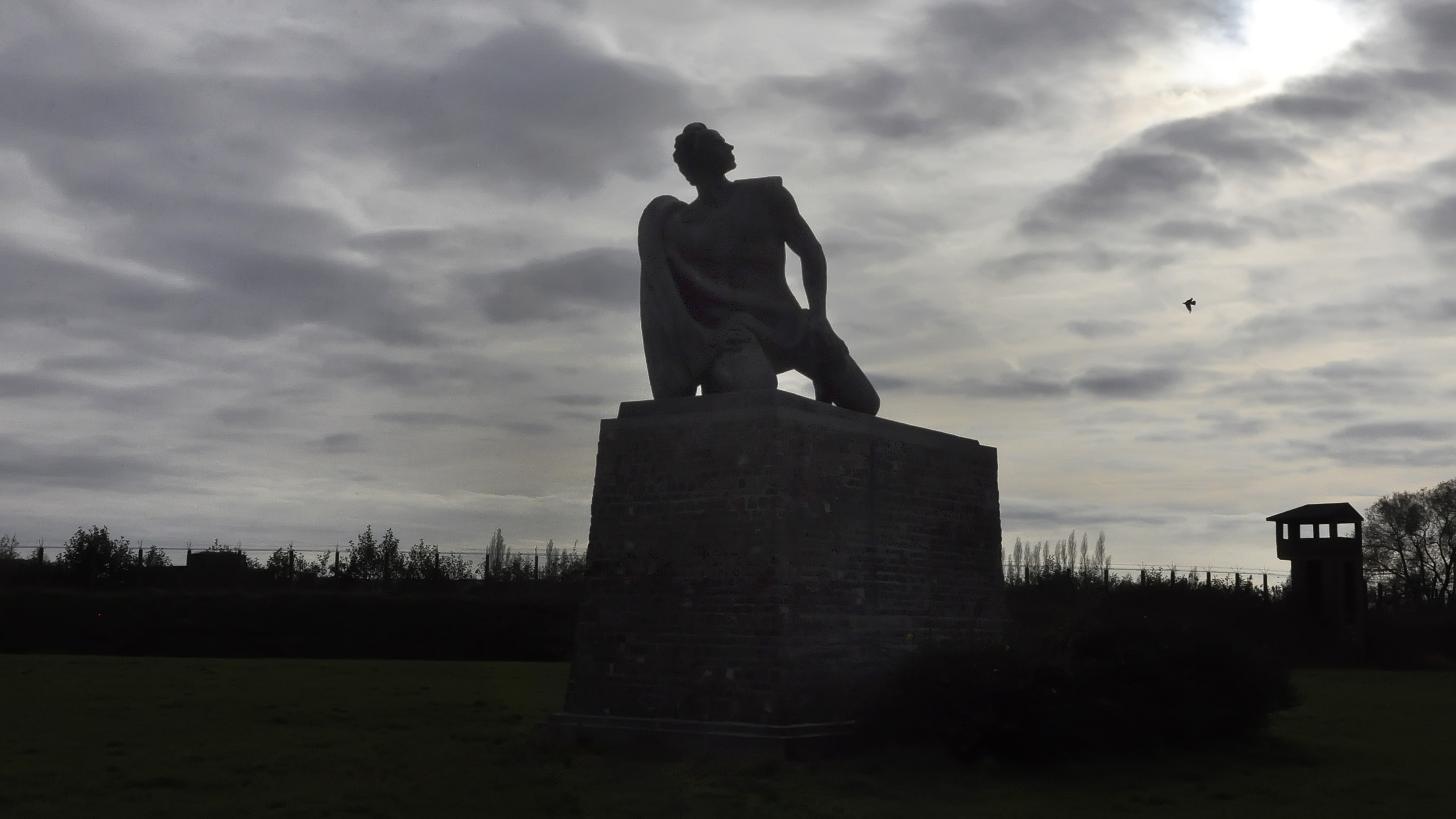
De weerstander in het Fort van Breendonk

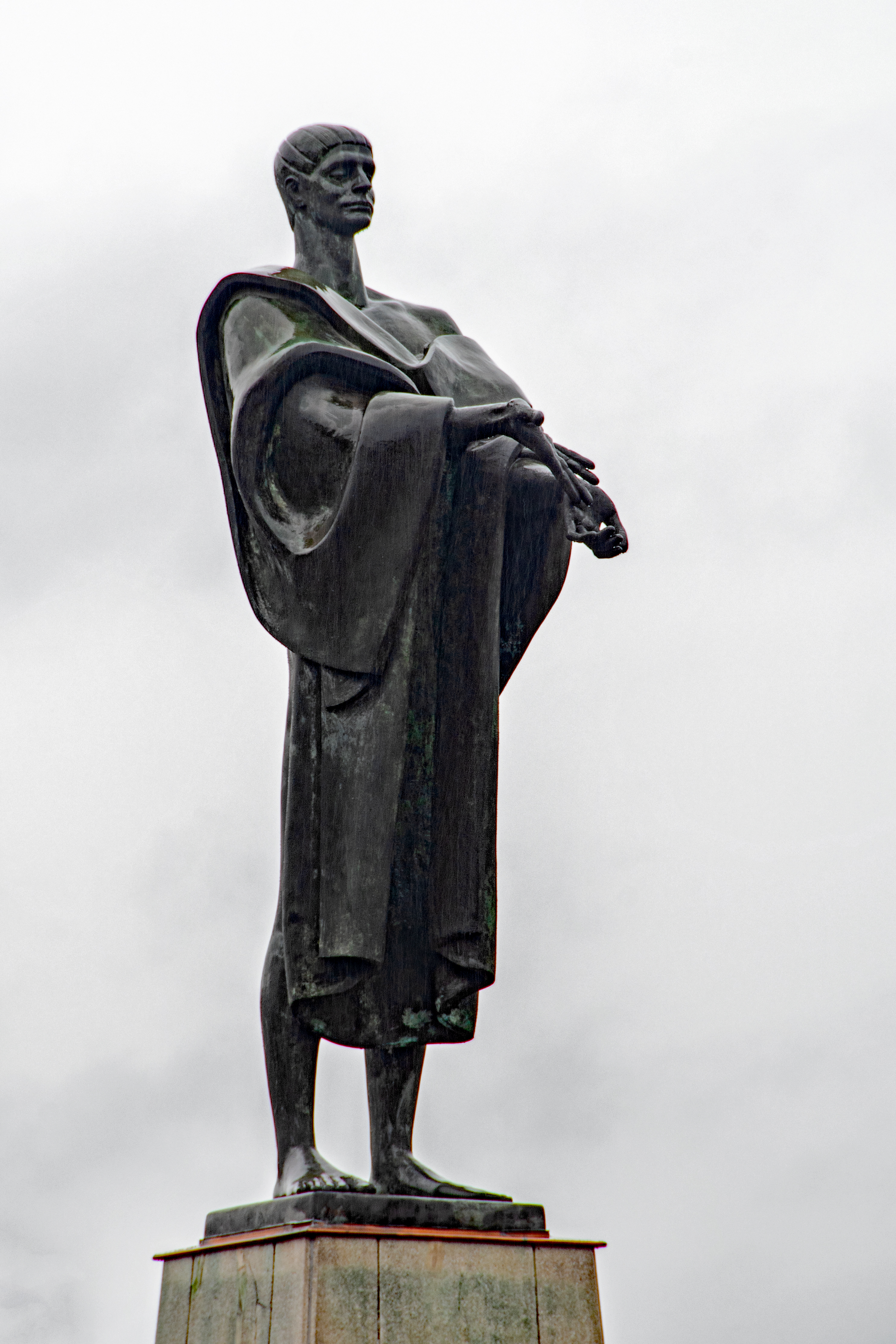
Het standbeeld Het Woord op de Grote Markt in Sint-Niklaas

Idel Ianchelevici (Leova (Bessarabië), 5 mei 1909 – Maisons-Laffitte (Frankrijk), 26 of 28 juni 1994) was een Roemeens, later Belgisch beeldhouwer en tekenaar. Deze kunstenaar is vooral bekend in België en Frankrijk.

## Biografie
Hij verliet al op jonge leeftijd, in 1928, zijn geboorteland en vertrok naar België om daar aan de academie van Luik verder te studeren. Na eerst zijn militaire dienstplicht in zijn vaderland te hebben vervuld, keerde hij weer terug naar Luik. Daar kreeg hij in 1933 de eerste prijs voor zijn beeldhouwwerk aan de Académie des Beaux-Arts de la Ville van de stad Luik. In datzelfde jaar trouwde hij met een Belgische, Elisabeth Frenay, en verhuisde met haar naar Brussel. Hier deed hij werk voor de Wereldtentoonstelling van 1935 en hield hij vele tentoonstellingen met zijn werk in allerlei steden in Europa, waaronder Amsterdam. Tijdens de Tweede Wereldoorlog moest hij in België onderduiken en begon hij op de onderduikadressen te tekenen, daar boetseren en beeldhouwen in die omstandigheden moeilijk ging. Na de oorlog in 1945 werd hem de Belgische nationaliteit verleend.
In 1950 vestigde hij zich in Frankrijk, waar hij tot zijn dood in 1994 woonde. In 1991 kreeg hij als eerbetoon het paspoort van zijn geboorteland Roemenië.

## Werk
Hij maakte in de hierna volgende jaren beeldhouwwerk voor vele plaatsen in de wereld, zoals het Stanley monument in Kinshasa, (toen Leopoldsville). Ook maakte hij ontelbare tekeningen, vooral in de open lucht. Tijdens zijn vele reizen bezocht en werkte hij ook vaak in Nederland. Naast het in brons uitvoeren van het werk, begon hij in het moeilijker marmer en steen te werken. Hij werkte daarbij hoofdzakelijk naar menselijke figuren, soms naar dierfiguren zoals het paard.
Zonder te schetsen of het maken van ruimtelijke voorstudies, componeerde Ianchelevici zijn beelden al boetserend of hakkend in marmer. Zijn tekeningen in potlood of Oost-Indische inkt hebben genoeg aan enkele trefzekere lijnen. Zonder enige vlakvulling of kleuring tonen zij het karakter van de figuren.
Een uitspraak van hem hierover was:
- "Bij een lineaire tekening is de onderbreking van een lijn zoals die voorkomt uit de gevoeligheid van de hand en wordt ingegeven door de adem van de tekenaar, als een rustpauze in de doină in de Karpaten, die de lucht doet trillen. En je hoort de echo in verre dalen wegsterven, terugkomen en weer met de tekening verdergaan of hem met rust laten, niet af maar klaar."

In Antwerpen staat een beeld van Camille Huysmans, gemaakt door Ianchelevici, in de straat die Huysmans' naam draagt. In het concentratiekamp van Breendonk staat De weerstander, een monument voor de slachtoffers van het kamp. In het museum Middelheim is nog een portret van August Vermeylen.
Hij maakte ook borstbeelden van onder meer Carlo Bronne, Camille Huysmans, Achiel Van Acker en Pierre Harmel, evenals die van koning Boudewijn en van koningin Fabiola, bestemd voor de salons van de Belgische Senaat.

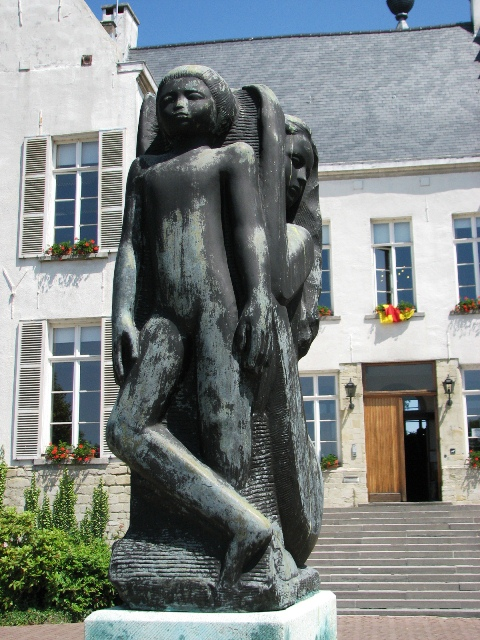
Wemmel
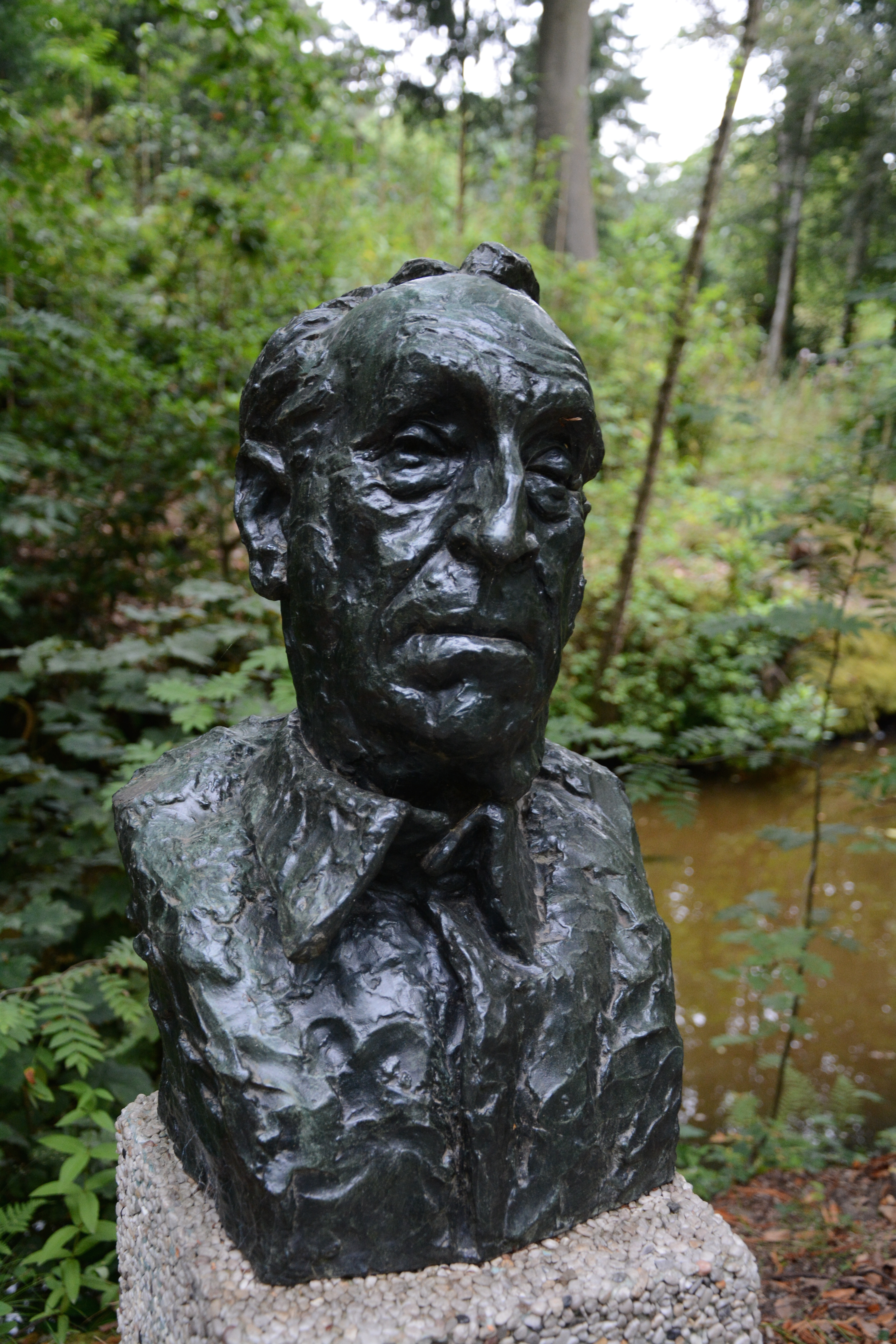
August Vermeylen
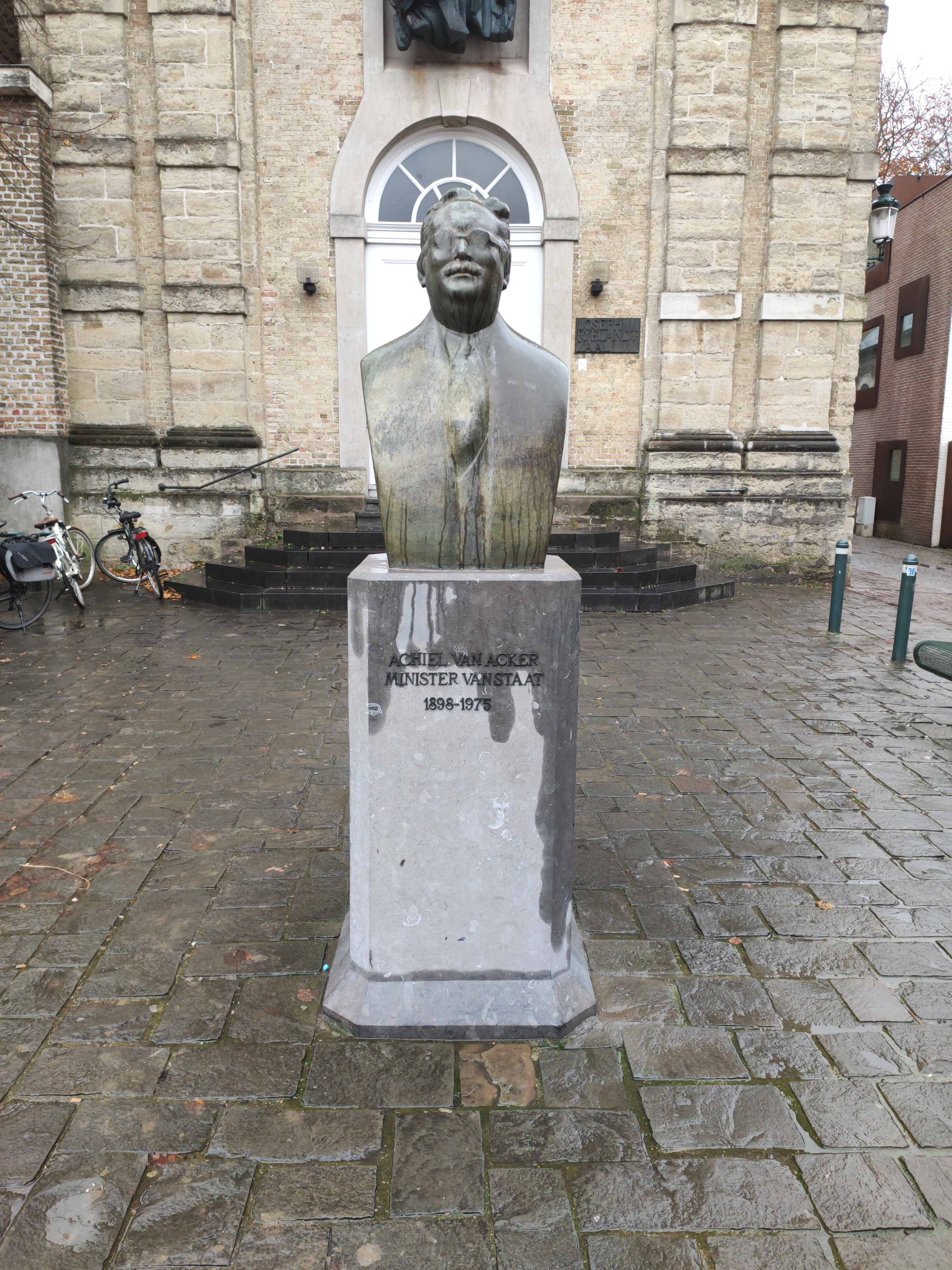
Achiel Van Acker
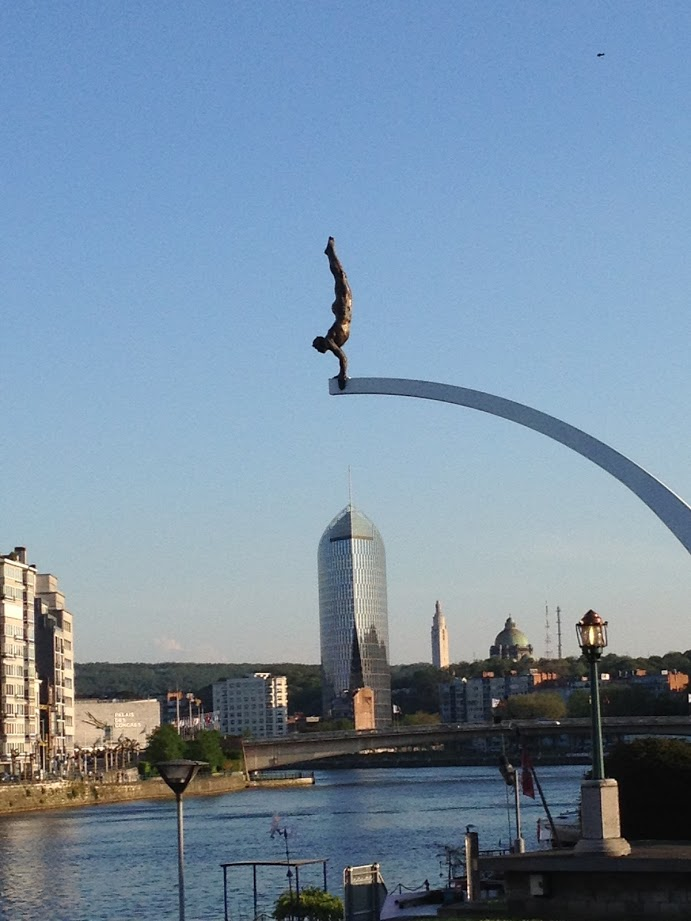
Luik

## Ianchelevici musea
Er zijn musea gewijd aan het werk van Ianchelevici in La Louvière (België) en Maisons-Laffitte (Frankrijk). Tot september 2009 was ook in het Nederlandse Goudriaan een museum over Ianchelevici. Het in 1996 geopende museum was ontstaan uit een particulier initiatief en toonde werk uit de nalatenschap van een verzamelaar.